# Stefaan De Clerck
Stefaan Maria Joris Yolanda De Clerck (Courtrai, 12 dicembre 1951) è un politico belga, membro dei Cristiano-Democratici e Fiamminghi e Ministro federale della giustizia nel governo Dehaene II dal 1997 al 1999 e nei governi Leterme II e Van Rompuy dal 2008 al 2009.

## Biografia

### Gioventù
De Clerck è figlio dell'uomo politico e ministro del Partito Popolare Cristiano Albert De Clerck. Ha studiato giurisprudenza presso l'università di Kortrijk KULAK e alla KU Leuven, laureandosi nel 1975. Ha lavorato come avvocato presso il Bar di Kortrijk. È sposato con l'avvocato Marie-Dominique De Jaegere.

### Carriera politica
Nell'ottobre 1990 è subentrato ad Antoon Steverlynck come deputato per il distretto di Kortrijk. Dal periodo dell'ottobre 1990 al maggio 1995 è stato a causa del doppio mandato allora esistente membro del Consiglio fiammingo. Il Consiglio fiammingo dal 21 ottobre 1980, il successore del Consiglio culturale della Comunità culturale olandese, che è stato stabilito il 7 dicembre 1971 ed è stato il precursore del corrente Parlamento fiammingo.
Nel 1995 è ministro della giustizia nel governo Dehaene II. Dopo la fuga di Marc Dutroux il 24 aprile 1998 De Clerck insieme all'ex ministro degli Interni Johan Vande Lanotte si dimette. Nel 1999 diviene presidente dell'allora Partito Popolare Cristiano, poi divenuto Cristiano-Democratici e Fiamminghi, mantenendo tale incarico fino al 2003. Sotto la sua presidenza nel 2001 il partito ha cambiato nome ed è stato chiamato CD&V. Quando il CD&V ha perso le elezioni nel 2003, De Clerck ha aperto la strada ad Yves Leterme.
Il 30 dicembre 2008, dopo la caduta del governo federale di Yves Leterme a causa dello scandalo Fortis, è diventato di nuovo Ministro della Giustizia, questa volta nel governo Van Rompuy, sostituendo Jo Vandeurzen. Nell'estate 2009 è finito sotto i riflettori dopo che 13 prigionieri fuggirono. Dal 2001 al 2012 è stato sindaco di Kortrijk. Nel suo periodo come ministro - tra il 30 dicembre 2008 e il 6 dicembre 2011 - è stato sostituito da Lieven Lybeer.
Il 14 ottobre 2012 De Clerck ha partecipato alle elezioni comunali. Anche se il CD&V detiene il 33% dei voti e De Clerck ha avuto la meglio dei voti di preferenza, in giornata è stato poi annunciato che Vincent Van Quickenborne aprì una coalizione nella città tra l'Open VLD, N-VA e SP.a assumendo la fascia di sindaco. Ciò ha segnato la fine di 150 anni di democristiani nell'amministrazione di Kortrijk.
Nel 2013 è stato nominato dal governo Di Rupo come Presidente del Consiglio di Amministrazione di Belgacom. Prima di allora, si è dovuto dimettere da deputato. La sua dimissione dalla Camera dei rappresentanti ha sostenuto una liquidazione di 270.000 euro. Ha dichiarato di voler donare gran parte della sua indennità d'addio a progetti sociali, culturali e scientifici nella regione di Kortrijk. Alla fine, il Parlamento federale ha approvato una legge che i parlamentari uscenti non hanno più diritto ad un'indennità.